# Augustus Clarke
Augustus Clarke, conosciuto come "Gussie" Clarke (Kingston, 1953), è un produttore discografico giamaicano di musica reggae, che negli anni settanta lavorò con alcuni dei principali artisti reggae; fu anche il proprietario del noto studio di registrazione Music Works.

## Biografia
Clarke iniziò a lavorare nell'industria musicale incidendo dubplates. Debuttò come produttore discografico nel 1972, con il brano "The Higher The Mountain" di U-Roy.
Fu tra i principali produttori di deejay nei primi anni 70 grazie alle produzioni di album come Screaming Target di Big Youth e Presenting I Roy di I-Roy, entrambi considerati tra i migliori album deejay mai prodotti.
Negli anni 70 e nei primi anni 80 Clarke lavorò con artisti come Dennis Brown, Gregory Isaacs, Augustus Pablo, Leroy Smart e The Mighty Diamonds, producendo il seminale brano "Pass the Kouchie" del 1981.
Molte delle sue produzioni furono pubblicate sulle sue etichette discografiche Gussie e  Puppy.
Nei primi anni 80 Clarke si adeguò al nuovo stile dancehall ma fu scalzato da altri produttori emergenti.
Nel 1987 aprì il suo studio di registrazione Music Works, abbracciando il nuovo style digitale e tornò al successo co produzioni quali "Rumours" di Gregory Isaacs e altri successi di Eek-a-Mouse, Dean Fraser, Deborahe Glasgow e JC Lodge.
"Telephone Love" di Lodge fu il più grande successo del 1988 negli Stati Uniti.
Negli anni 90 ha continuato a tenere un alto profilo producendo artisti come Shabba Ranks, Maxi Priest, Cocoa Tea, General Levy e Courtney Pine..

## Discografia

### Album prodotti da Gussie Clarke
- 1972 - Big Youth - Screaming Target
- 1984 - Delroy Wilson - Worth Your Weight In Gold
- 1984 - Dennis Brown & Gregory Isaacs - Judge Not
- 1985 - Gregory Isaacs - Private Beach Party
- 1989 - Deborahe Glasgow - Deborahe Glasgow
- Home T, Cocoa Tea e Shabba Ranks - Holding On
- Home T, Cocoa Tea e Cutty Ranks - Another One For The Road
- 1988 - Gregory Isaacs - Red Rose For Gregory
- 1978 - Gregory Isaacs & Dennis Brown - Two Bad Superstars
- 1979 - Hortense Ellis - Reflections
- 1973 - I Roy - Presenting I Roy
- Hopeton Lindo - The Word
- Freddie McGregor - Carry Go Bring Come
- 1979 - Leroy Smart Featuring The Mighty Diamonds - Disco Showcase
- 1983 - The Mighty Diamonds - Backstage
- 1981 - The Mighty Diamonds - Changes
- 1981 - The Mighty Diamonds - Dubwise
- 1981 - The Mighty Diamonds - Indestructible
- 1982 - The Mighty Diamonds - The Roots Is Here
- The Mighty Diamonds - The Real Enemy
- The Mighty Diamonds - Get Ready
- 1978 - The Revolutionaries - Dread At The Controls Dub
- 1983 - Tetrack - Trouble
- 1978 - Trinity - Showcase

### Compilation di produzioni di Gussie Clarke
- 1976 - Black Foundation
- 1976 - Black Foundation Dub (1976)
- Augustus Clarke - Greensleeves 12" Rulers
- 1982 - Crucial Reggae Driven By Sly & Robbie
- 197x - Funny Feeling
- 1976 - Gussie Presenting The Right Tracks
- 1982 - Music Works Sho'Case (1982)
- 1971-83 - Music Works Vol 1 (1971-83)
- 1971-83 - Music Works vol 2 (1971-83)
- 1980 - The Best In The Business (1980)
- 1988 - Ram Dancehall (1988)
- 1990 - Hardcore Ragga (1990)